# ライスボール (アイドル)
ライスボールは、青森県弘前市を拠点に活動している日本の女性3人組によるボーカルユニット。家族の愛を力に変える『おにぎり』をコンセプトに活動中。2015年結成。事務所はリンゴミュージック。
本項では、メンバーの太陽、およびTA藤本によって結成されたお笑いコンビ「宮川2-2」についても記述する。

## 概要
メンバーは、同市のリンゴミュージックに所属するユニット、アルプスおとめから移籍したメンバーおよび同事務所の練習生、リーフとして活動してきたメンバーを中心に構成されている。同事務所初の「お米アイドル」であり、りんご娘およびアルプスおとめとは姉妹関係である。

## 略歴

### 2015年
9月26日、弘前市文化交流ホールで開催された「りんご娘＆アルプスおとめPOWER LIVE 2015」でデビューが発表された。
11月、同市のボランティア集団「弘前アクターズスクールプロジェクト（通称：H.A.S.P）」によって「家族の愛を力に変える、不思議なパワーを持つ"おにぎり"」をコンセプトに結成された。「ひぃ」がアルプスおとめ「西澤」と兼任、「ふぅ」「みぃ」「よぉ」はリーフからの移籍であった。なお、当時の芸名は、大和言葉から名付けられた。

### 2016年
4月、｢いっ｣がリーフより加入。
7月、愛踊祭2016にてWeb予選8位。東北エリア予選進出ならず。

### 2017年
8月、愛踊祭2017にて東北エリア予選2位。
11月、｢よぉ｣が卒業。

### 2018年
4月、｢みぃ｣がアルプスおとめに移籍。｢小野｣として活動後、同年9月に卒業。
5月、｢ひぃ｣が、兼任していたアルプスおとめ「西澤」としての活動を卒業。ライスボール専任となる。
5月、｢ひぃ｣｢ふぅ｣｢いっ｣が、それぞれ｢太陽（ひかり）｣｢美土里（みどり）｣｢水愛（あくあ）｣に改名。稲作に重要な要素にちなんだ名前となる。
8月、愛踊祭2018にて敗者復活Web予選総合2位。
12月、日本ご当地アイドル活性協会が選ぶ『2018年下半期アイドルセレクト10』に選出。

### 2019年
6月、2期連続で『2019年上半期アイドルセレクト10』に選出。
8月18日、お米の日におにぎりと家族の情愛を描いた曲「掌（たなごころ）/ 命」で初のCDデビュ－。
12月、3期連続で 『2019年下半期アイドルセレクト10』に選出される。

### 2020年
初のワンマンライブ「RICEBALL ONE-MAN LIVE 『青天の霹靂』vol.1」の開催が予定されていたが、新型コロナウイルス感染拡大により中止。事務所は「また万全の状態で開催できる時期に実施したい」と、改めて終息後に代替公演を行う方針である。
3月、公式Instagramによるインスタライブ中継にて、新曲「ハローグッバイ」リリースを発表。
4月25日、上記のダウンロード販売・サブスクリプション解禁。MVは、閉校となった牡丹平小学校の校舎にて行われた。
7月、4期連続で 『2020年上半期アイドルセレクト10』に選出される。Facebook内にて、青天の霹靂の生育現場を見学した「ライスボールのお米観察日記」スタート。
9月、レギュラーのラジオ番組「ライスボールのライスHOME」にて、新曲「LOVE ～たった一度の青春に～」リリースを発表。
10月28日、上記のダウンロード販売・サブスクリプション解禁。同曲は、弘前学院聖愛中学高等学校PR動画のイメージソングに起用されている。
11月、新曲「君はモンスター」リリースを発表。
11月28日、上記のダウンロード販売・サブスクリプション解禁。同曲は、弘前市鬼沢地区に伝わる鬼の伝説に着想を得て作成された。
12月、5期連続で『2020年下半期アイドルセレクト10』に選出される。

### 2021年
1月17日、先述の配信3曲をトリプルA面に収録した、「ハローグッバイ / LOVE ～たった一度の青春に～ / 君はモンスター」を発売。
5月16日、「美土里」が20歳の誕生日に芸名を「実土里」に変更。読みは同様に「みどり」。
6月18日、3枚目のシングル、「JAN-KEN-PON / 涙のセンタク」を発売予定。「JAN-KEN-PON」のMVは6月5日、「涙のセンタク」のMVは6月14日に先行公開。
6月20日、初となるオンラインワンマンライブ、「Sakura Design Works Presents RICEBALL ONLINE ONE-MAN LIVE 〜かまど炊き60分一本勝負〜」を開催。
7月、6期連続で『2021年上半期アイドルセレクト10』に選出される。
9月21日、「ライスボール 秋のオンライン音楽収穫祭」をライスボール公式YouTubeにて開催。出演者はライスボール、小山内創祐、竹内晃、多田慎也。
12月17日、7期連続で『2021年下半期アイドルセレクト10』に選出される。

### 2022年
1月17日、ライスボール初のアルバム「NIPPON」を発売。
2月13日、青森BLACKBOXにてワンマンライブ、「NIPPON」を開催予定だったが、新型コロナウィルス感染拡大防止のため延期。 
3月、実土里が専門学校を卒業。グループ史上初の社会人メンバーとなる。 
4月、りんご娘のメンバー卒業・新加入に伴い、ライスボールが事務所内の最年長グループとなる。 
5月1日、上記の代替公演を県民福祉プラザ 県民ホールにて実施。
7月1日、8期連続で『2022年上半期アイドルセレクト10』に選出される。
7月8日、太陽が「HIKARI」名義で、予選1位でソロシンガーとしてSHIROFES.に出演。
8月10日、4枚目のシングル、「記憶 / 愛のグレーゾーン」を発売。
8月、太陽が「HIKARI」名義で、個人YouTubeチャンネルを開設。
9月18日、水愛が20歳の誕生日を迎える。これに伴い、グループ史上初めて全メンバーが20代となる。
12月23日、9期連続で『2022年下半期アイドルセレクト10』に選出される。
12月28日、「RINGO MUSIC POWER LIVE 2022"UPDATES!"」 にて、2023年春頃に新曲「Relay」のリリース予定を発表。

### 2023年
2月4日、新曲「ボクは土手町の時計台」を「らぶひろ」および「雪とれんがと、ライスボール」にて初披露。
3月9日、水愛が学校の卒業を発表。社会人メンバーとなる。
4月、対バン自主企画「はじめまして 久しぶり」を発表。青森出身や青森にゆかりのあるアーティストとの対バンライブを実施する。vol.1はSWALLOW、vol.2は多田慎也、vol.3はGOKI-GENs、。
5月15日、「ボクは土手町の時計台」のMVがYouTubeにて公開。ならびに5月20日、同曲を配信限定でデジタルリリース。
7月1日、「Relay」および、新曲「レインボー」をデジタルリリース。ならびに「Relay」のMVがYouTubeにて公開。
7月14日、先述の3曲を収録した、「Relay / ボクは土手町の時計台 / レインボー」をリリース。
11月1日、初の公式ファンクラブ「ライスHOME」を開設。
12月26日、Anime Festival Asia Singapore 2023で披露された「JAN-KEN-PON (English Ver.)」をデジタルリリース。 

### 2024年
1月、青森県むつ市との包括協定「Aomori Idol Ambassador Project –Singapore Edition-」のアンバサダーへ就任。
2月12日、「時空ロマンス」をデジタルリリース。
2月13日 - 3月13日、上記事業に伴い、ライスボールメンバーがシンガポールへ派遣される。
3月、太陽が大学を卒業。保育園で勤務しながらライスボールとしての活動を継続する。これに伴い、ライスボールはリンゴミュージック史上初の社会人ユニットとなる。
4月17日、2枚目となるアルバム「米浪漫’s」をリリース。
10月10日、「青天の霹靂 / まっしぐら」をリリース。

### 2025年
3月、ARABAKI ROCK FEST. 未来サミット -FUKUSHIMA HAMADORI Revolutionにてグランプリ受賞。同フェスおよび大阪万博記念イベントへの出演が決定。
4月、大阪万博記念イベントに出演。
4月26日 - 27日、ARABAKI ROCK FEST. 本戦へ出場。
6月、｢ホタテのジルバ｣を初披露。なお、現時点でリリースは予定されていない。
7月14日、｢はれわたり｣をデジタルリリース。

## メンバー
| 名前   | ふりがな | 別名・あだ名                | 生年月日（現年齢）     | 身長    | 旧名                               | 血液型 | 出身市町村       | 趣味                    | 備考 |
| ------ | -------- | --------------------------- | ---------------------- | ------- | ---------------------------------- | ------ | ---------------- | ----------------------- | --- |
| 太陽   | ひかり   | 先輩 HIKARI（ソロ名義）     | 2001年11月13日（23歳） | 149.5cm | ひぃ 西澤（アルプスおとめ在籍時）  | AB型   | 中津軽郡西目屋村 | 音楽に没頭すること      | リンゴミュージックの中で最も在籍年数が長い。 中学校・高等学校の教員免許を所持している。 保育園に勤務する傍ら、ライスボールとして活動している。 お笑いコンビ「宮川2-2」を結成している。 |
| 実土里 | みどり   | どりー                      | 2001年5月16日（24歳）  | 156cm   | 美土里 ふぅ きむら（リーフ在籍時） | A型    | 平川市           | 帽子の試着 せつない探し | 保育士・認定ベビーシッター・食品衛生管理者等、多数の免許・資格を所持している。 「ドリー・パパ」「Lead me」「どりっぴぃ」等のオリジナルキャラクターが存在する。                         |
| 水愛   | あくあ   | くーちゃん AQUA（ソロ名義） | 2002年9月18日（22歳）  | 153cm   | いっ                               | B型    | 弘前市           | サッカー観戦            | 保育士・音楽療法カウンセラー・メンタル心理ミュージックアドバイザーの免許・資格を所持している。 絶対音感を持っている。 ブランデュー弘前FCのスペシャルサポーターを務めている。           |

上記の名前は、稲作に重要となる要素「太陽・土・水」から名付けられている。
元メンバー
- みぃ
- よぉ

## 作品

### シングル

#### CDシングル
- 「掌/命」（2019年8月18日、RINGO MUSIC、RMCD-1017）[54]

1. 掌
2. 命
3. ずっとずっとずっと
4. 掌（Inst.）
5. 命（Inst.）
6. ずっとずっとずっと（Inst.）

「掌」は作詞：樋川新一・多田慎也、作曲：多田慎也。「命」は作詞：樋川新一、作曲：樋川新一・多田慎也。「ずっとずっとずっと」はりんご娘のカバー曲。
- 「ハローグッバイ / LOVE ～たった一度の青春に～ / 君はモンスター」（2021年1月17日、RINGO MUSIC、RMCD-1026）[55]

1. ハローグッバイ
2. LOVE ～たった一度の青春に～
3. 君はモンスター
4. ハローグッバイ（Inst.）
5. LOVE ～たった一度の青春に～（Inst.）
6. 君はモンスター（Inst.）

作詞・作曲：多田慎也。
- 「JAN-KEN-PON / 涙のセンタク」（2021年6月18日、RINGO MUSIC、RMCD-1027）[56]

1. JAN-KEN-PON
2. 涙のセンタク
3. JAN-KEN-PON（Inst.）
4. 涙のセンタク（Inst.）
5. 掌 -Acoustic ver.-

「JAN-KEN-PON」は作詞：ライスボール・多田慎也、作曲：多田慎也・太陽。「涙のセンタク」は作詞・作曲：多田慎也。
オリコンウィークリーチャート162位。
- 「記憶 / 愛のグレーゾーン」（2022年8月10日、RINGO MUSIC、RMCD-1035）[34]

1. 記憶
2. 愛のグレーゾーン
3. 記憶（Inst.）
4. 愛のグレーゾーン（Inst.）
5. 掌 -Acoustic ver.-

「記憶」は作詞：多田慎也・ライスボール、作曲：水愛・多田慎也。「愛のグレーゾーン」は作詞・作曲：多田慎也。
オリコンウィークリーチャート86位。
- 「Relay / ボクは土手町の時計台 / レインボー」（2023年7月12日、RINGO MUSIC、RMCD-1039）[43][44]

1. Relay
2. ボクは土手町の時計台
3. レインボー
4. Relay（Inst.）
5. ボクは土手町の時計台（Inst.）
6. レインボー（Inst.）

作詞・作曲：多田慎也。
オリコンウィークリーチャート31位。
- 「青天の霹靂 / まっしぐら」（2024年10月10日、RINGO MUSIC、RMCD-1050）[50]

1. 青天の霹靂
2. まっしぐら
3. 青天の霹靂（Inst.）
4. まっしぐら（Inst.）

作詞・作曲：多田慎也。
- 「はれわたり / ホタテのジルバ」（2025年9月3日、RINGO MUSIC、RMCD-1056）[57]

1. はれわたり
2. ホタテのジルバ
3. はれわたり（Inst.）
4. ホタテのジルバ（Inst.）

作詞・作曲：多田慎也。

#### 配信シングル
- 「掌/命」（2019年8月18日、RINGO MUSIC）

1. 掌
2. 命
3. ずっとずっとずっと
4. 掌（Inst.）
5. 命（Inst.）
6. ずっとずっとずっと（Inst.）

- 「ハローグッバイ」（2020年4月25日、RINGO MUSIC）

1. ハローグッバイ

- 「LOVE ～たった一度の青春に～」（2020年10月28日、RINGO MUSIC）

1. LOVE ～たった一度の青春に～

- 「君はモンスター」（2020年11月28日、RINGO MUSIC）

1. 君はモンスター

- 「ボクは土手町の時計台」（2023年5月20日、RINGO MUSIC）

1. ボクは土手町の時計台

- 「Relay」（2023年7月1日、RINGO MUSIC）

1. Relay

- 「レインボー」（2023年5月20日、RINGO MUSIC）

1. レインボー

- 「JAN-KEN-PON (English Ver.)」（2023年12月26日、RINGO MUSIC）

1. JAN-KEN-PON (English Ver.)

- 「時空ロマンス」（2024年2月12日、RINGO MUSIC）

1. 時空ロマンス

- 「はれわたり」（2025年7月14日、RINGO MUSIC）

1. はれわたり

### アルバム

#### オリジナルアルバム
- 「NIPPON」（2022年1月17日、RMCD-1033）

1. 未来NIPPON
2. 命
3. 君はモンスター
4. LOVE 〜たった一度の青春に〜
5. ハローグッバイ
6. 景 ‐ひかり‐
7. 涙のセンタク
8. ひとり
9. JAN-KEN-PON
10. 掌

オリコンウィークリーチャート210位。
- 「米浪漫’s（マイロマンス）」（2024年4月17日、RMCD-1045）

1. マルコ・ポーロ
2. JAN-KEN-PON (English Ver.)
3. 愛のグレーゾーン
4. 時空ロマンス
5. レインボー
6. ヤーヤドー
7. ボクは土手町の時計台
8. 記憶
9. Relay
10. WAY HOME

「ヤーヤドー」はりんご娘のカバー曲。オリコンウィークリーチャート50位。

### 関連作品
- 「夢のシャトルラン」リンゴミュージック名義にて。リンゴミュージック・テーマソング[58]。作曲・作詞：多田慎也。
- 「ツクルってSTORY」りんご娘, ライスボール & ジョナゴールド名義にて。MVが青森県県土整備部HPによって、音源がリンゴミュージックによって各種ストリーミングサービスにて配信[59]。

## コンテスト
2016年
- 日本テレビ主催「汐留ロコドル甲子園2016」[60]
- テレビ朝日主催「愛踊祭2016」[4]

2017年
- 日本テレビ主催「汐留ロコドル甲子園2017」[61]
- テレビ朝日主催「愛踊祭2017」[62]

2018年
- テレビ朝日主催「愛踊祭2018」[63] - スポンサー特別賞[63]

2019年
- テレビ朝日主催「愛踊祭2019」[64] - 東北エリアテレビ局賞[65]

2025年
- 「ARABAKI ROCK FEST. 未来サミット -FUKUSHIMA HAMADORI Revolution-」- グランプリ[51]

## 出演

### 映画
- いとみち（2021年、アークエンターテインメント制作）[66][67]- いとのクラスメイト役：太陽・水愛、いとの父・相馬耕一のゼミの学生 斎藤役：実土里
  - リンゴミュージックのタレントが多数出演している。

### テレビ
- musicるTV（テレビ朝日、2016年6月20日・2017年8月22日・2018年9月18日・2019年9月24日）[68][69][70][71]
- あっぷるラジオスペシャル（NHK青森、2018年10月20日）[72]
- 夢はここから生放送 ハッピィ（青森朝日放送、2019年1月12日）[73]
- わっち!!（青森テレビ、ゲスト出演、2019年1月19日、「シンアオモリ」金曜コーナーレギュラー、実土里、2022年10月7日 - ）[74][75]
- 家、ついて行ってイイですか？（テレビ東京、2019年1月30日）[76]
- 24時間テレビ 「愛は地球を救う」（RAB青森放送、2019年8月25日）[77]
- 夏井いつきのよみ旅!（NHK、2022年11月2日）[78]
- ハレのちあした（青森朝日放送、2023年4月3日 - 、月曜レギュラー）- 水愛 [79] ※レギュラー
- 1550ニュースレーダーWith（RAB青森放送、2023年4月11日 - 、「ライスボールのこめロード」コーナーレギュラー）[80]

### CM
- 青森県教育委員会 いじめ防止キャンペーン（2021年3月24日 - ）

### ラジオ
- ライスボールのライスHOME（FMアップルウェーブ、2018年8月4日 - ）[81] ※レギュラー
- あっぷるラジオ（NHK青森、2021年4月2日 - 2022年3月11日）[82] ※レギュラー
- らぶひろ（青森放送、2022年4月2日 - 2022年10月15日、週替わりで太陽・実土里、2022年10月22日 - 、週替わりで全メンバー） [83][84] ※レギュラー
- RADI-MOTT!（エフエム青森、2022年4月7日 - 、木曜パーソナリティ）- 実土里[85] ※レギュラー

### Webコンテンツ
- ショートフィルム「ねぶたのない夏」（2021年・日本向け）[86] - 太陽
- ショートフィルム「青森・沒有睡魔祭的夏天」（2021年・台湾向け）[86] - 太陽
- RINGOMUSUMEの産地直送 日本最高!!（2021年、りんご娘公式YouTube）
- 産地直送 日本最高!!（2022年 - 、リンゴミュージック公式YouTube）
- どりーちゃんねる（2022年 、リンゴミュージック公式YouTube、2023年 - 、どりーちゃんねる公式YouTube）- 実土里
- Hikari（2022年 - 、Hikari公式YouTube）- 太陽
- 想いで紡ぐ 藍い糸（2022年 - 、Right-on公式YouTube）[87]
- 思い ～田んぼに心惹かれて～（2023年、青森県田舎館村）[88] - 水愛、山本京香 役
- くーちゃんねる（2024年 - 、くーちゃんねる公式YouTube）- 水愛

### イメージキャラクター
- ブランデュー弘前FC スペシャルサポーター[89]（2022年 - ）- 水愛
- にしめやPRガールズ[90][91]（2022年 - ）
- 古津軽PR大使[92]（2022年 - ）

### ライブ映像
- 「RINGO MUSIC POWER LIVE 2023 〜Gradation〜」DVD＆Blu-ray（2024年1月13日、リンゴミュージック）[93]

### その他
- 楽天イーグルス vs 福岡ソフトバンク 国歌斉唱 （2022年7月5日、はるか夢球場）[94]
- Neputa × tokone モデル[95][96]（2022年）- 実土里

## ライブ
- ライスボール&アルプスおとめ POWER LIVE 2018（2018年12月23日、青森クォーター）
- ライスボール&アルプスおとめ ツーマンライブ（2019年9月22日、青森クォーター）
- RINGOMUSIC POWER LIVE 2019（2019年12月21日、青森クォーター）[97]
- RICEBALL ONE-MAN LIVE 『青天の霹靂』vol.1（2020年3月15日 中止）[98][15]
- RINGOMUSIC SOCIAL DISTANCE LIVE「Re:START」1st (2020年9月20日、虹の湖公園ふれあい広場ステージ)[99]
- RINGOMUSIC POWER LIVE 2020（2020年12月27日、リンクモア平安閣市民ホール オンライン配信、YouTube）[100][101]
- Sakura Design Works Presents RICEBALL ONLINE ONE-MAN LIVE 〜かまど炊き60分一本勝負〜（2021年6月20日、オンライン配信、ZAIKO）[25]
- RINGO MUSIC presents「ライスボール 秋のオンライン音楽収穫祭」（2021年10月3日、オンライン配信、YouTube）[102]
- RINGOMUSIC POWER LIVE 2022（2022年1月10日 2022年3月6日、弘前市民会館・オンライン配信、ZAIKO）[103][104]
- RICEBALL ONE-MAN LIVE 2022「NIPPON」（2022年2月13日 2022年5月1日、青森BLACKBOX  県民福祉プラザ 県民ホール ）[30][31]
- RINGO MUSIC W ONE-MAN LIVE Rice Day （2022年8月12日、岩木文化センターあそべーる・オンライン配信、ローチケLIVE STREAMING）[105][106]
- RiceBall presents 秋の文化祭 アク誕!! ヒロウエン（2022年9月19日、 鰐come）[107]
- まなみのりさ × RINGO MUSIC 4MAN-LIVE “MAMIRINGOMUSIC”（2022年9月23日、青森Quarter）[108]
- RINGO MUSIC POWER LIVE 2022 “UPDATES!“（2022年12月28日、弘前市民会館）[109]
- 「もしもし、奈良さんの展覧会はできませんか？」関連プログラム “ライブ「雪とれんがと、ライスボール」“（2023年2月4日、弘前れんが倉庫美術館）[110]
- ライスボール presents「はじめまして 久しぶり」vol.1（2023年4月15日、KEEP THE BEAT）[38]
- ライスボール presents「はじめまして 久しぶり」vol.2（2023年5月21日、KEEP THE BEAT）[39]
- ライスボール presents「はじめまして 久しぶり」vol.3（2023年6月10日、KEEP THE BEAT）[40]
- Shibuya eggman × Amazon Music Studio Tokyo park&park 第3弾 （2023年6月21日、渋谷 eggman）[111][112]
- RICEBALL ONE-MAN LIVE 2023「津軽浪漫‘s」（2023年7月9日、青森県民福祉プラザ 県民ホール）[113]
- ライスボール presents「はじめまして 久しぶり」vol.4（2023年8月19日、LIVE HOUSE FOR ME）[114]
- RINGO MUSIC POWER LIVE 2023 ～Gradation～（2023年9月9日～9月10日、弘前文化センター 大ホール）[115]
- ライスボール presents「はじめまして 久しぶり」vol.5（2023年9月16日、青森クォーター）[116]
- ライスボール presents「はじめまして 久しぶり」vol.6（2023年10月9日、SPACE DENEGA）[117]
- ライスボール presents「はじめまして 久しぶり」vol.7（2023年11月5日、KEEP THE BEAT）[118]
- 三浦酒造＆鰐come＆RINGO MUSIC Presents「冬の文化祭」（2023年12月23日、鰐come）[119]
- FC限定イベント「ライスHOME」クリスマス＆忘年会（2023年12月24日、KEEP THE BEAT）[120]
- ライスボール presents「新春！おにぎり歌合戦」（2024年1月5日、弘前文化センター 大ホール）[45]
- りんご娘×ライスボール 2MAN LIVE「シブヤノケヤグ」（2024年1月14日、渋谷WWW）[121]
- RICEBALL ONE-MAN LIVE 2024「米浪漫’s 〜私の恋は腹八分目〜」（2024年4月13日、リンクモア平安閣市民ホール、2024年5月26日、浅草花劇場）[122]
- 多田慎也×ライスボール Session LIVE 2024 "タダゴコロ"（2024年10月19日、弘前文化センター 大ホール）[123]
- RINGO MUSIC POWER LIVE 2024 ～Heroine～（2024年12月29日、弘前市民会館 大ホール）[124]
- りんご娘×ライスボール 2MAN LIVE「シブヤノケヤグ2」（2025年1月13日、渋谷WWWX）[125]
- ライスボール presents「新春！おにぎり歌合戦2025」（2025年1月26日、弘前文化センター 大ホール）[126]

## 宮川2-2
宮川2-2（みやかわにのに）は、日本のアマチュアお笑いコンビ。2023年4月結成。
メンバーはライスボールの太陽とTA藤本。

### メンバー
- 太陽（ひかり、2001年〈平成13年〉11月13日 - ）- リンゴミュージック所属。
- TA藤本（てぃーえーふじもと、2000年〈平成12年〉5月15日 - ）- 「ふじくじ」名義にて吉本興業所属。

### 略歴
- 太陽はライスボールとしてリンゴミュージックに所属するタレント、TA藤本はリンゴミュージックのアルバイトスタッフであった。「TA」とは「ただのアルバイト」の略である。
- かねてからお笑いを好み興味を持っていた太陽が、大学のお笑いサークルに所属していたTA藤本に声を掛け、コンビ結成に至った。
- コンビ名「宮川2-2」は、リンゴミュージックの所在地「青森県弘前市宮川2丁目2-2」に由来する。キャッチコピーは「プレゼントの宛先はこちらまで」である[127]が、実際の住所は「宮川2丁目2-2」[128]のため、注意が必要である。
- 2024年5月、TA藤本がNSC東京への入学に伴い上京。青森県在住の太陽とは遠距離コンビとなるが、解散はせず活動を継続するという。

### 出演
- ライスボール presents「はじめまして 久しぶり」vol.3　あべちゃん×愛ちゃんごきげんトーク（2023年6月10日、KEEP THE BEAT）[129]
- M-1グランプリ2023 予選1回戦（2023年10月5日、シダックスカルチャーホール）[130] - 敗退
- 半熟寄席 ガチンコお笑いネタライブ vol. 1（2023年11月3日、青森THE THEATER）[131]
- 半熟寄席 ガチンコお笑いネタライブ vol. 2（2023年12月30日、青森THE THEATER）[132]
- 宮川2-2 激ミニ単独ライブ（2023年1月21日、弘前アサヒサウナ）[133]
- 半熟寄席 ガチンコお笑いネタライブ vol. 3（2024年2月9日、青森THE THEATER）[134]
- 半熟寄席 ガチンコお笑いネタライブ vol. 4（2024年3月29日、青森THE THEATER）
- 半熟寄席 ガチンコお笑いネタライブ vol. 5（2024年5月18日、青森THE THEATER）
- 半熟寄席 ガチンコお笑いネタライブ vol. 6（2024年7月28日、弘前かだれ横丁）

## その他
- メンバー全員楽器の演奏ができ、SNSやライブ等で度々披露される。主に太陽がギター、実土里がフルート・カホン、水愛がピアノ担当であるが、ちくわ笛などが用いられる場合もある。
- ライブにて小道具が使われることが多い。